# 85411 Paulflora
85411 Paulflora è un asteroide della fascia principale. Scoperto nel 1996, presenta un'orbita caratterizzata da un semiasse maggiore pari a 2,6941471 UA e da un'eccentricità di 0,0714978, inclinata di 4,31563° rispetto all'eclittica.